# Kiedrich
Kiedrich è un comune tedesco di 4 074 abitanti situato nel land dell'Assia.
La chiesa di San Valentino conserva un pregevole organo monumentale.